# Palazzo Chiaramonte Steri

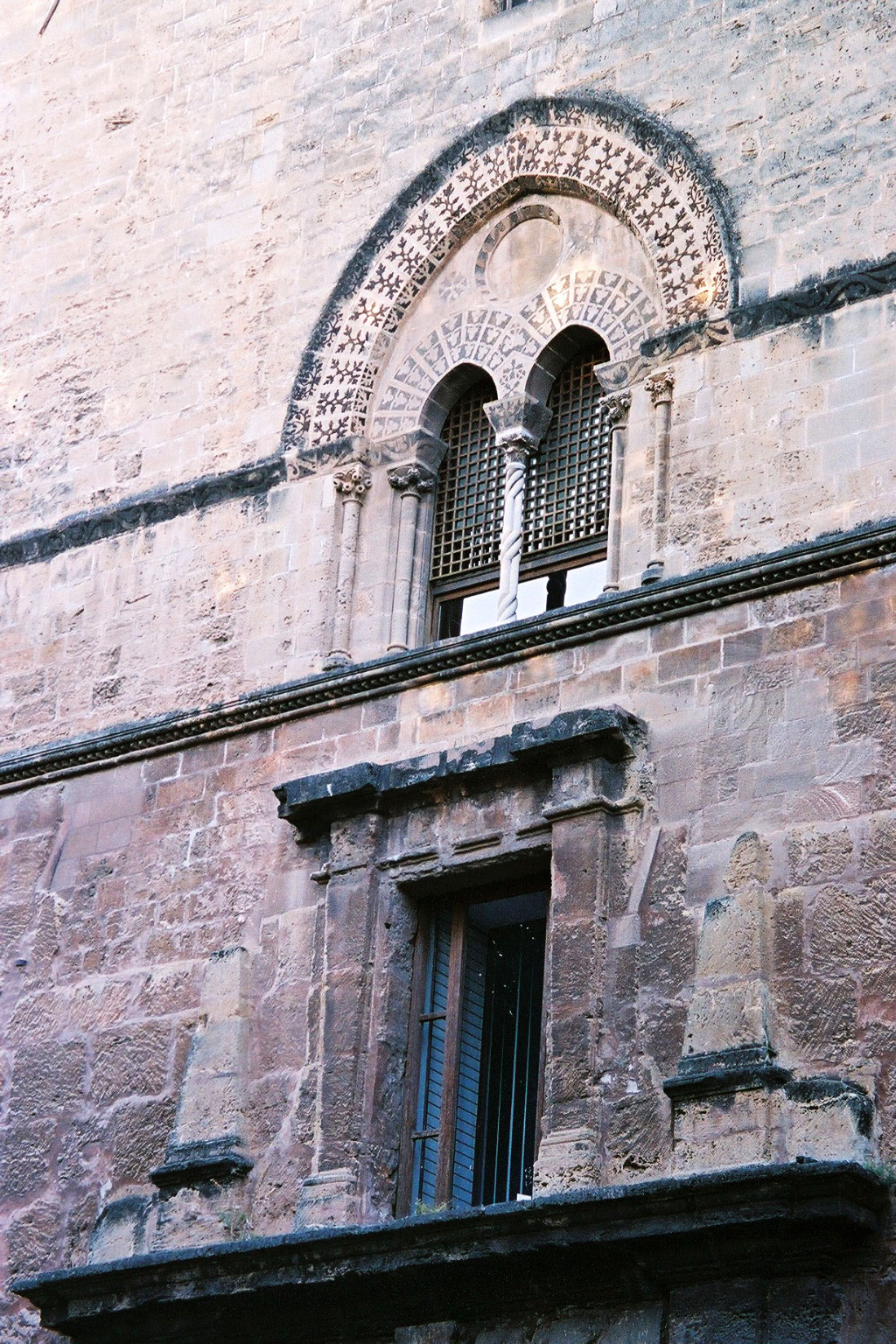
Une double fenêtre à meneaux.

Le palais Chiaramonte Steri est un palais historique de Palerme, en Sicile (Italie).

## Histoire
Le bâtiment a été commencé au début du XIVe siècle, et fut la résidence du puissant seigneur sicilien Manfredi III Chiaramonte. Il a commandé la décoration de la Sala Magna (la Grande Salle), avec un plafond en bois peint par Cecco di Naro, Simone da Corleone et Pellegrino Darena. Andrea Chiaramonte est décapité en public devant son palais, sur ordre de Martin Ier de Sicile le 1er juin 1392.
De la fin du XVe siècle jusqu'en 1517 il a abrité les vice-rois espagnols de Sicile. Plus tard, il fut le siège de la Douane Royale et, de 1600 à 1782, le tribunal de la Sainte Inquisitionespagnole. Dans la cour adjacente à l'édifice, des « prisons secrètes » furent construites à partir de 1603. On peut aujourd'hui visiter les cellules, où les prisonniers ornèrent les murs de nombreux dessins et graffiti, redécouverts au début du XXe siècle par le folkloriste Giuseppe Pitrè. Des études récentes, menées notamment par l'historienne Giovanna Fiume, ont permis d'identifier certains des auteurs de ces inscriptions murales, tel des marins (l'Anglais John Andrews ou le pêcheur de Trapani Paolo Confaloni) ou encore des membres des Académies siciliennes (à l'instar d'Angelo Matteo Bonfante).
Le palais a été restauré au XXe siècle, avec de nombreux éléments liés à son rôle de prison de l'Inquisition. Pendant les travaux, les rainures laissées par des cages de fer dans lesquelles on avait accroché les têtes coupées des nobles qui s'étaient rebellés contre l'empereur Charles Quint ont été découvertes dans la façade. Le palais est devenu un musée sous l'égide du Rectorat de Palerme. Parmi les œuvres d'art, on trouve la Vucciria du peintre Renato Guttuso.

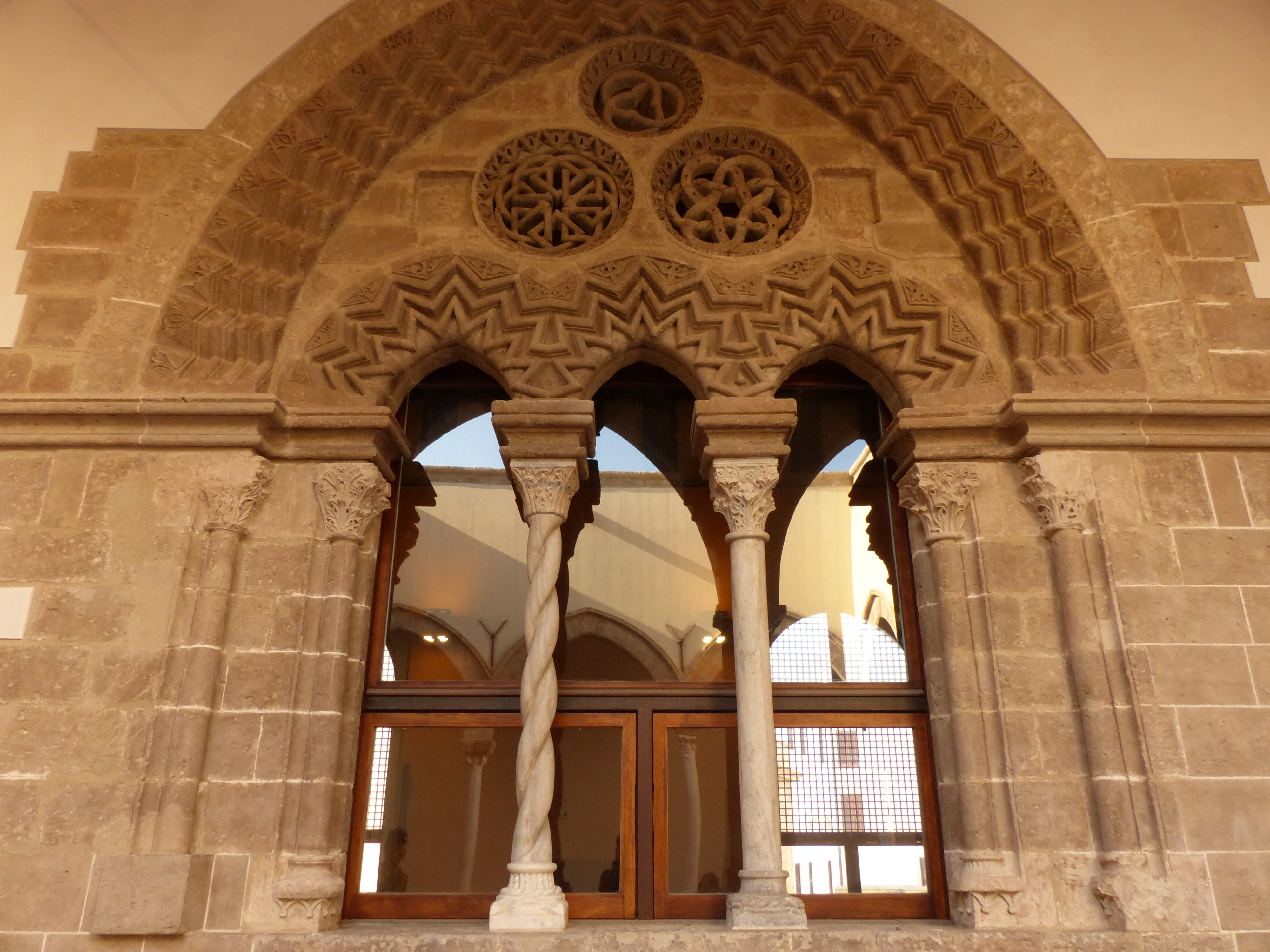
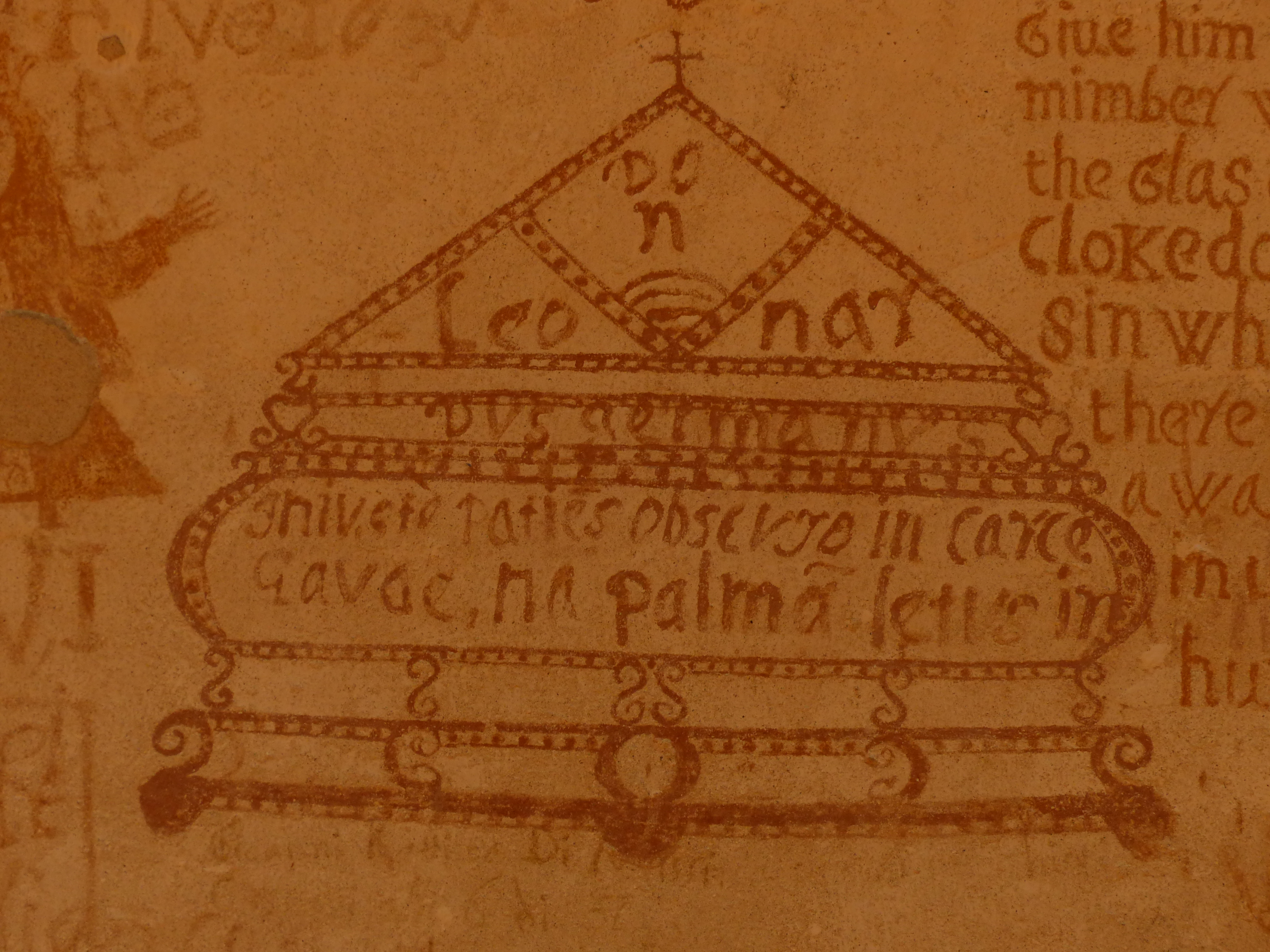
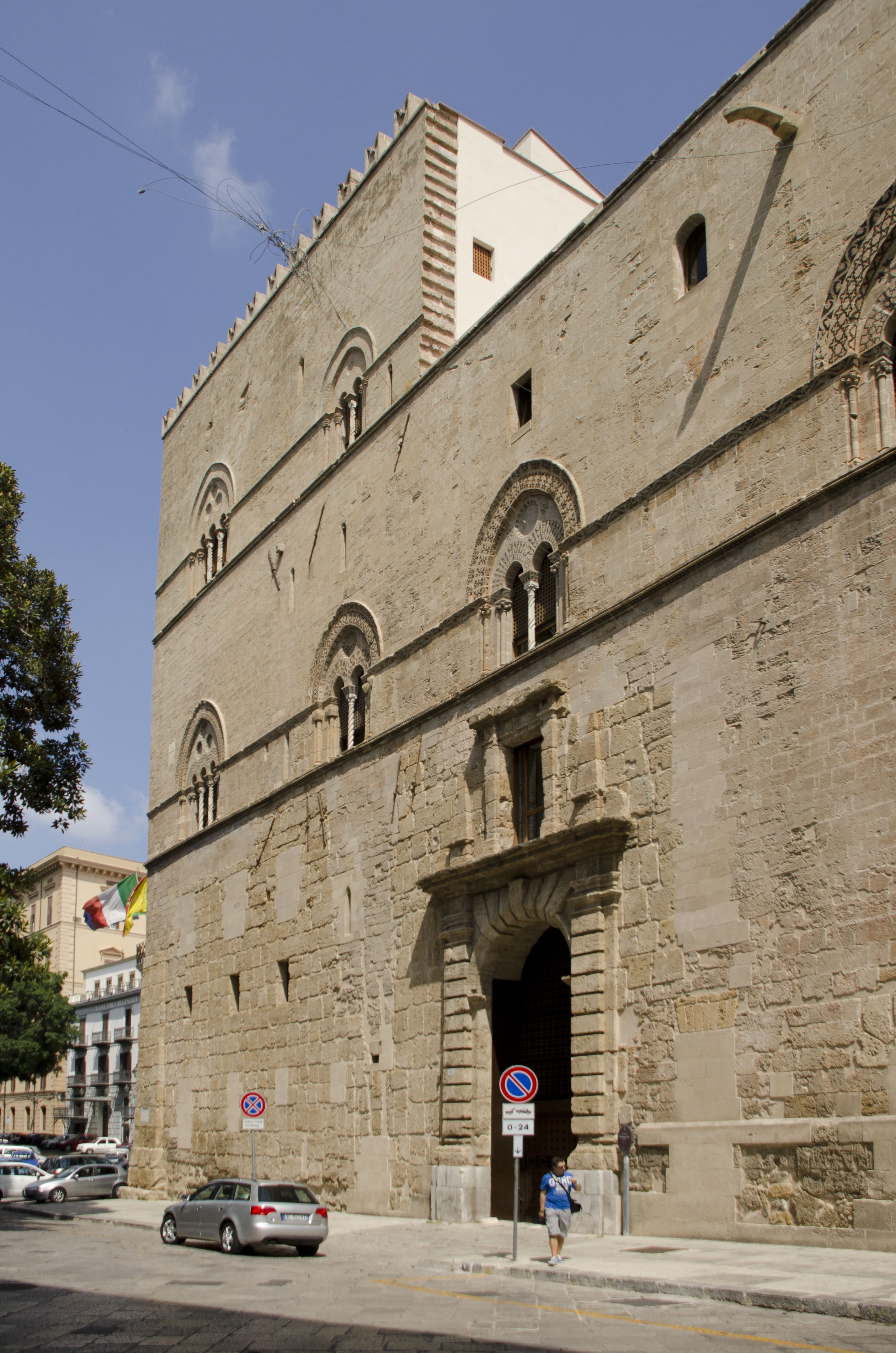
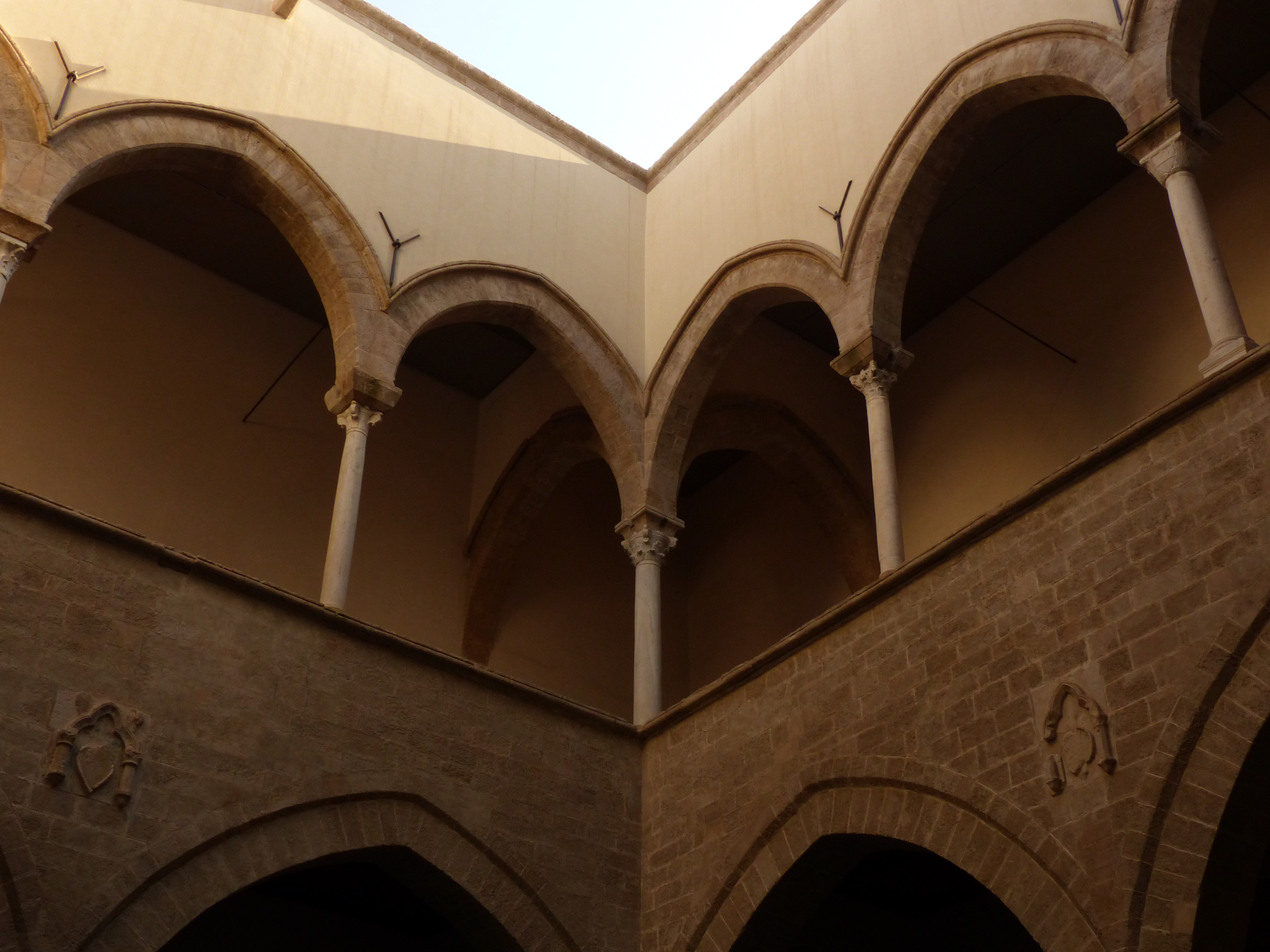
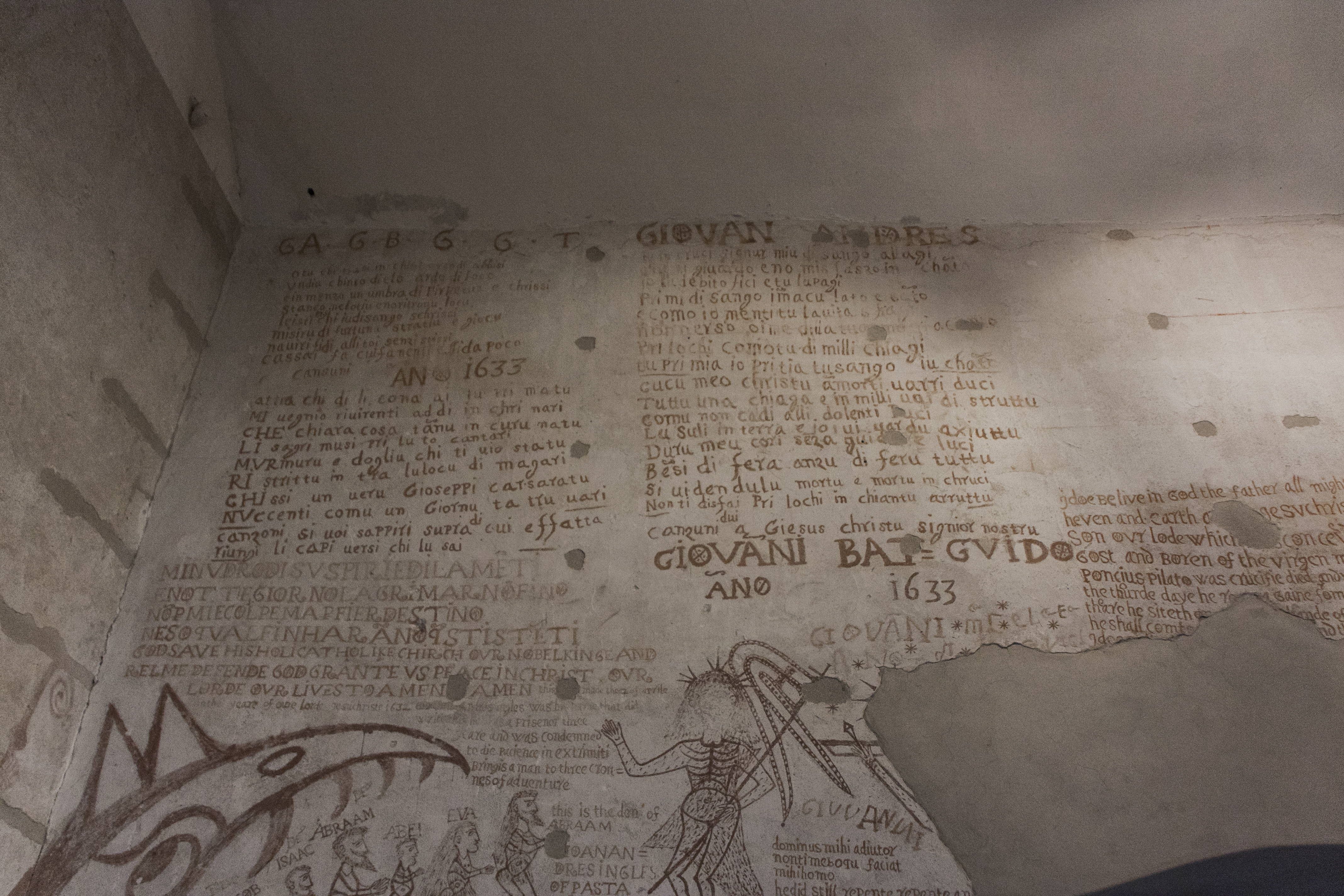

## Sources
1. ↑  Guillaume Calafat, « Enfermement et graffiti: Des palimpsestes de prison aux archives murales (note critique) », Annales. Histoire, Sciences Sociales, vol. 78, no 4,‎ 2023, p. 735-759 (DOI 10.1017/ahss.2024.4, lire en ligne  [html])

- Guillaume Calafat, "Enfermement et graffiti: Des palimpsestes de prison aux archives murales (note critique)", Annales Histoire, Sciences Sociales, 78(4), 2023, p. 735-759.
- Giovanna Fiume, Del Santo Uffizio in Sicilia e delle sue carceri, Rome, Viella, 2021.
- Rita Foti (dir.), I graffiti delle Carceri segrete del Santo Uffizio di Palermo. Inventario , Palerme, Palermo University Press, 2023.
- Ettore Gabrici et Ezio Levi, Lo Steri di Palermo e le sue pitture, Palerme, L'Epos, 2003.